# Железница (городская область София)
Железница (болг. Железница) — село в Болгарии. Находится в Городской области Софии, входит в общину Столична. Население составляет 1 582 человека.

## Политическая ситуация
В местном кметстве Железница, в состав которого входит Железница, должность кмета (старосты) исполняет Дойчин Стоянов Сремкин (Демократическая партия (Болгария)(ДП)) по результатам выборов.
Кмет (мэр) общины Столична — Бойко Методиев Борисов (Граждане за европейское развитие Болгарии (ГЕРБ)) по результатам выборов.